# Grumman C-1

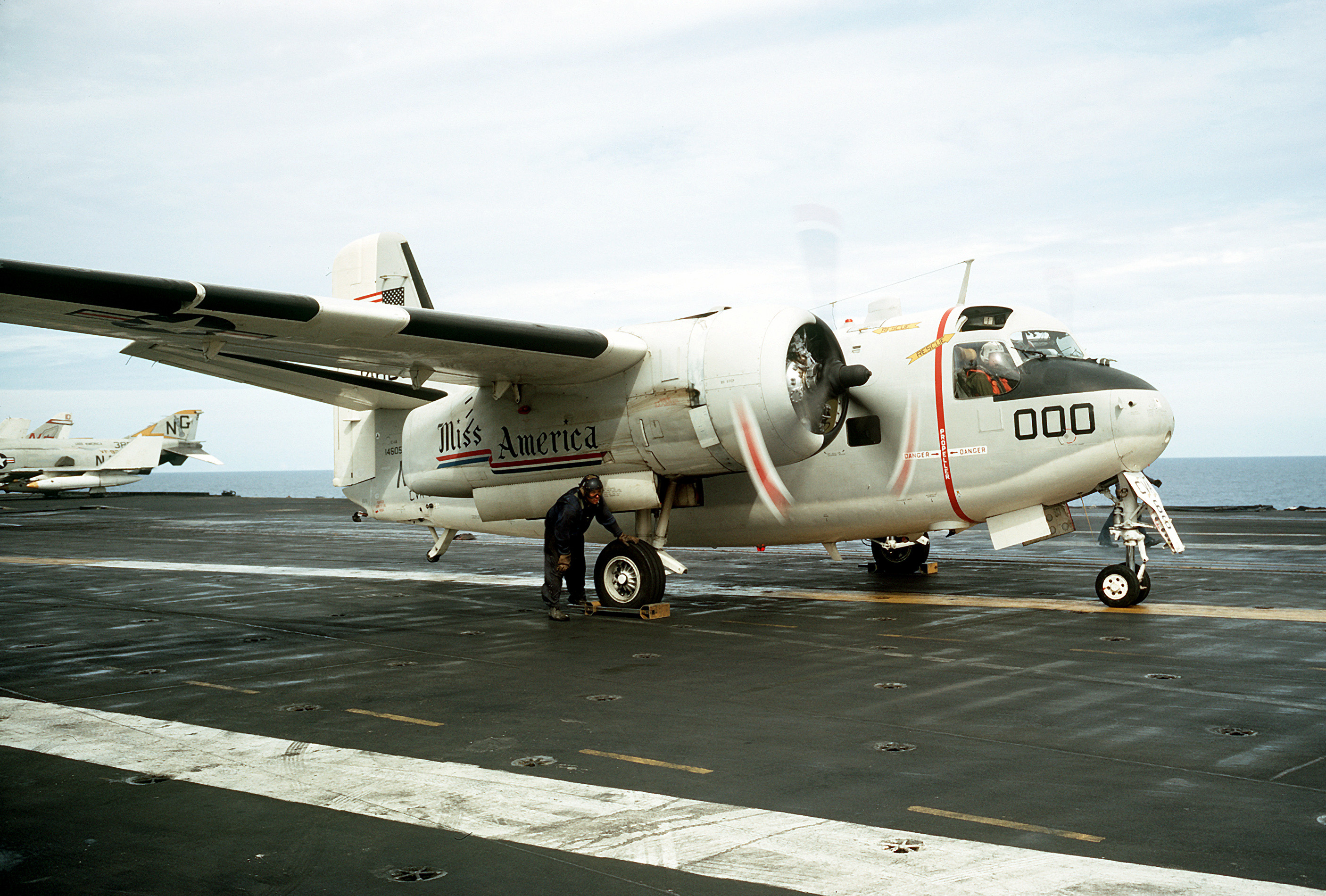
C-1A an Bord der America

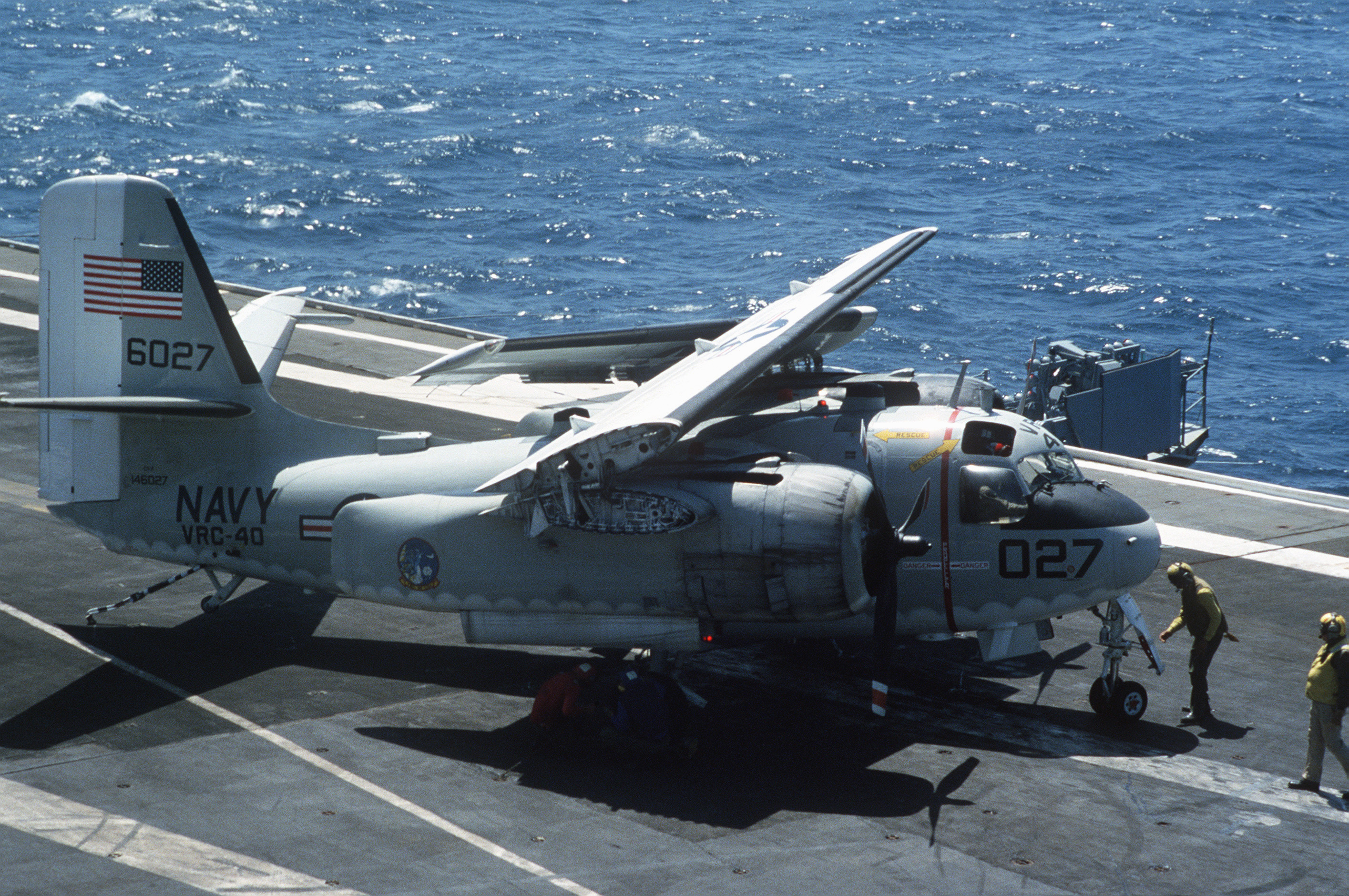
C-1A an Bord der Lexington, 1985

Die Grumman C-1 Trader ist die Transportflugzeugversion der Grumman S-2 Tracker. Die C-1 Trader übernahm die Aufgabe des Carrier Onboard Delivery, kurz COD genannt.

## Entwicklungsgeschichte
Die C-1 ging aus der U-Boot-Abwehrvariante der Grumman S-2 Tracker hervor, einem zweimotorigen Schulterdecker, der von der Firma Grumman für diesen Zweck entwickelt worden war. Die Herstellerbezeichnung war G-89.
Im Jahr 1952 bezeichnete die US Navy diese Maschine als XS2F-1. Ihr erster Flug bei der Navy fand am 4. Dezember 1952 statt. Im Lauf der 1950er-Jahre entwickelten sich aus dieser Maschine die C-1 Trader und die Luftraumüberwachungsvariante E-1 Tracer. Die C-1 Trader, die erste Bezeichnung war TF-1, war für die Beförderung von 1750 kg Fracht oder neun Passagieren ausgelegt. Ihr Erstflug erfolgte im Jahr 1955. In den 1960er- und 1970er-Jahren flogen diese Maschinen hauptsächlich Post und dringend benötigte Ersatzteile zu den Flugzeugträger-Verbänden auf See vor der Küste Vietnams und wurden als Trainingsmaschine für All-Wetter-Flugzeugträgerlandungen genutzt.
Es wurden insgesamt 83 Maschinen der C-1 Trader sowie weitere vier EC-1A für die elektronische Kriegführung gebaut. Die letzte Maschine wurde 1988 außer Dienst gestellt.
Die Grumman C-1 Trader wurde von der Grumman C-2 Greyhound abgelöst.
Die Brasilianische Marine hat 2010 acht eingelagerte C-1A Trader gekauft. Sechs Maschinen hätten von Embraer gemeinsam mit Marsh Aviation grundüberholt und mit neuen Triebwerken, Fünfblattpropellern und neuer Avionik zu Transportern und zwei zu Tankflugzeugen umgebaut werden sollen. Nach Verzögerungen werden ab 2014 nur vier Exemplare zu Tanker/Transportern KC-2 Turbo Trader umgerüstet. Nach Indienststellung werden sie mit vier zu Frühwarnflugzeugen umgerüsteten Grumman S-2, nun als E-3 Turbo Tracker bezeichnet, die eine Transport- und Frühwarnstaffel 1 (VEC-1) bilden. Sie sind auf dem Marineflugplatz in São Pedro da Aldeia stationiert.

## Militärische Nutzer
Brasilien
- Brasilianische Marine

 Vereinigte Staaten
- US Navy

## Produktion
Bauzahlen der Grumman Trader:
| Version  | 1954 | 1955 | 1956 | 1957 | 1958 | SUMME |
| -------- | ---- | ---- | ---- | ---- | ---- | ----- |
| TF-1/C-1 | 1    | 24   | 20   | 6    | 36   | 87    |

## Zwischenfälle
Beim Betrieb der C-1 kam es von 1965 bis November 2017 zu 15 bekannt gewordenen Totalverlusten. Bei 12 davon wurden 49 Personen getötet. Mindestens drei dieser Unfälle ereigneten sich im Zusammenhang mit dem Vietnamkrieg.

## Technische Daten
| Kenngröße             | Daten                                |
| --------------------- | ------------------------------------ |
| Besatzung             | 2                                    |
| Passagiere            | 9                                    |
| Länge                 | 13,26 m                              |
| Spannweite            | 22,13 m                              |
| Höhe                  | 5,05 m                               |
| Leermasse             | 8.504 kg                             |
| max. Startmasse       | 13.222 kg                            |
| Triebwerke            | 2 × Kolbenmotoren Wright R-1820-82WA |
| Leistung              | 2 × 1.122 kW (1.525 PS)              |
| Höchstgeschwindigkeit | 462 km/h                             |
| Dienstgipfelhöhe      | 6.095 m                              |
| Reichweite            | 2.092 km                             |